# Марати (народ)
Марати (енгл. Marathi people) су један од најбројнијих народа Индије, скитско-дравидског порекла, настањени највећим делом у држави Махараштра. Њихов број је у другој половини 20. века процењиван на око 30 милиона (1972), а по попису становништва Индије у 2011. години на преко 83 милиона.

## Историја
Марати се помињу од античког доба као индијско ратничко племе настањено у висијским областима северозападног дела Декана, претежно у подручју Западних Гата, у тешко приступачним утврђеним градовима. Предузимали су пљачкашке упаде на поседе Могула, продирући у најудаљеније делове Империје. Везани заједничким језиком и традицијом, још неподељени на касте, у 15. и 16. веку развија се код њих идеја о заједничкој држави. Користећи се слабљењем Могулске Империје, Марати су у 17. веку под вођством Шиваџија освојили већи део централне Индије и основали своју прву државу организовану на принципу конфедерације. Шиваџи је увео добро организовану стајаћу војску, наводно јачине 30.000-40.000 коњаника и 10.000 пешака, наоружану претежно копљем и дугим мачем. Главне њене одлике биле су дисциплина и покретљивост, предуслови маратхске тактике препада. Нарочита пажња обраћана је тврђавама које су подизане широм освојене територије као упоришта. Шиваџи се сматра и оснивачем маратске морнарице, која се први пут помиње 1659. По једном извору његова флота имала је 2 ескадре од по 200 мањих ратних бродова. Највеће успехе постигла је у првој половини 18. века, када се гусарењем успешно борила против британских, холандских и португалских поморских снага у водама западноиндијске обале, ометајући им слободу пловидбе. Маратске ескадре уништила је 1757. британска флота код Виџајдурга (хинд. Vijaydurg), њиховог главног упоришта.
У првој половини 18. века Марати постају доминантна снага Индије. И делхијски султан, номинални господар Могулске Империје, био је у власти Марата. Упади Афгана и Персијанаца са северозапада и пораз код Панипата (1761), у којем је изгинуло језгро маратске војске, ослабили су моћ државе Марата. Последњи успон Марати су достигли крајем 18. века под Махадаџи Синдијом (хинд. Mahadaji Sindhia). Он је реорганизовао војску по европском узору. За његове владавине Марати долазе у сукоб са британском експанзијом у Индији. То доводи до маратских ратова (1775-1818) који се завршавају сломом маратске државе.